# Leucania aenictopa
Leucania aenictopa är en fjärilsart som beskrevs av Fletcher 1961. Leucania aenictopa ingår i släktet Leucania och familjen nattflyn. Inga underarter finns listade i Catalogue of Life.